# The Most Dangerous Man in America: Daniel Ellsberg and the Pentagon Papers
The Most Dangerous Man in America: Daniel Ellsberg and the Pentagon Papers è un documentario del 2009 diretto da Judith Ehrlich e Rick Goldsmith. Candidato al premio Oscar al miglior documentario, il documentario tratta la vicenda dei Pentagon Papers.